# Buchgemeinschaft
Eine Buchgemeinschaft (auch Buchklub bzw. Bücherklub) ist ein Vertriebssystem für Bücher, die exklusiv oder zu Vorzugspreisen an Mitglieder der Buchgemeinschaft verkauft werden. Häufig werden in Buchclubs neben Büchern auch Tonträger und andere Medien wie Bildträger verkauft.

## Beschreibung
Eine Buchgemeinschaft operiert in der Regel als Verlag oder Teil eines Verlags. Fließende Übergänge sind hier möglich zwischen expliziten Buchgemeinschaften und effektiv als Buchgemeinschaften funktionierenden Medienvertriebssystemen innerhalb von Genossenschaften, Gewerkschaften, Parteien oder Religionsgemeinschaften. Die Buchgemeinschaft definiert sich im Gegensatz zum stationären Bucheinzelhandel durch die Mitgliedsbindung und der für die Mitglieder verpflichtenden Abnahme einer Mindestmenge an Büchern oder Tonträgern in einem bestimmten Zeitraum. Die in der Buchgemeinschaft erscheinenden Parallelausgaben unterscheiden sich durch einen niedrigeren Preis und dem von der Originalpublikation variierenden Erscheinungstermin und der Buchausstattung. Die rechtliche Grundlage dafür ist das Potsdamer Protokoll.
Die Buchgemeinschaft hat gegenüber dem regulären Verlagsgeschäft, bei dem der Verlag dem Buchhandel Gewinnmargen bis zu über 50 % gestatten muss, den Vorteil einer Kostenreduzierung: Der Verlag oder die bereits organisierte Gemeinschaft, die für den Eigenbedarf verlegerisch tätig wird, distribuiert die Ware direkt an die Mitglieder. Die Buchpreisbindung gilt für Buchclubs nicht. Der Verkauf kann über Werbung in Vereinsorganen, über Kataloge oder über ein festes Abonnement erfolgen. In der Regel sind spezielle Abnahmemodalitäten vereinbart: Das Gemeinschaftsmitglied verpflichtet sich, monatlich oder jährlich einen oder mehrere Titel zu erwerben oder für einen bestimmten Betrag Bücher abzunehmen. Treueprämien, Geschenke für langjährige Mitglieder, Prämien für Neuwerbungen können die Kundenbindung erhöhen. Die Buchgemeinschaft kann im selben Moment über die Mitgliedschaft auf sicheren Absatz kalkulieren, Titel in Lizenz nehmen oder gar dank der Sicherheit des Absatzes speziell für die Mitglieder auflegen.

## Geschichte
Die Anfänge der Buchgemeinschaften liegen im Vereinswesen des 19. Jahrhunderts: Die vielfältigen religiös, sozial und politisch orientierten Vereine schufen gemeinsam mit bestimmten Verlagen ein Mittel, die jeweiligen Mitglieder mit Informationsmaterial und Stoffen zur ideologischen Orientierung zu versorgen. Bereits damals begann in diesem Zusammenhang der Aufstieg des Hauses Bertelsmann.
Die erste große Buchgemeinschaft war der Verein für deutsche Literatur, welcher 1873 gegründet wurde. Eine Blütezeit der Buchgemeinschaften in Deutschland begann nach dem Ersten Weltkrieg während der Weimarer Republik in den Zwanziger Jahren. Die herausragende Buchgemeinschaft war damals der 1919 gegründete Volksverband der Bücherfreunde (VdB), der im Eigenverlag Bücher in hoher inhaltlicher und gestalterischer Qualität in verschiedenen Buchreihen veröffentlichte, ab 1924 war die Deutsche Buch-Gemeinschaft (DBG) ebenfalls von Bedeutung. Daneben bemühten sich auch Gewerkschaften und christliche Kreise (über Buchgemeinden) um die Bildung der einfacheren Bevölkerungskreise, wie zum Beispiel die Gewerkschaft des Druckereigewerbes mit ihrer noch heute unter Eigenregie geführten Büchergilde Gutenberg. Dank des relativ hohen Organisations- und Integrationsgrads – insbesondere in den Gewerkschaften und Parteien – konnte mit den Mitgliedern als Buchkunden gerechnet werden. Zwei beispielhafte Gemeinschaften hierfür sind Der Bücherkreis und die Büchergilde Gutenberg.
Mit der Diktatur der Nationalsozialisten wurde der verlegerischen Tätigkeit der Buchgemeinschaften zuerst mittels Gleichschaltung und danach durch Verbot der Garaus gemacht. Den Zweiten Weltkrieg überlebten von den historischen Buchgemeinschaften nur die Deutsche Buch-Gemeinschaft, die Büchergilde Gutenberg und die Deutsche Hausbücherei (die später im Deutschen Bücherbund aufging). Die Büchergilde Gutenberg ging damals ins Schweizer Exil; deren Schweizer Niederlassung behielt bis Ende der 1990er Jahre eine gewisse Eigenständigkeit.
Eine zweite Blüte erlebte die Organisationsform der Buchgemeinschaft, als Ende des Zweiten Weltkriegs der Vertrieb über Kataloge und Abonnenten in die Lücke sprang, die der Bucheinzelhandel im kriegszerstörten Land so schnell nicht schließen konnte. Buchgemeinschaften nutzten hier Vorteile bei der Erschließung der Landbevölkerung und der unteren Schichten als Kundengruppen. So entstanden ab 1950 zahlreiche kleinere Buchklubs, von denen manche bis in Anfang der 1980er Jahre überlebten. Mit einem aggressiven gegen den lokalen Buchhandel gerichteten Marketing gelang es dem damaligen Bertelsmann Lesering des späteren Bertelsmann-Konzerns in den 1950er Jahren, auf dem Feld der Buchgemeinschaften eine Vorrangstellung zu erlangen – von Vorteil war hier insbesondere die innerbetriebliche Organisationsform, die Subunternehmern Gewinnbeteiligungen garantierte. Auch der Holtzbrinck-Verlag, der 1948 die Stuttgarter Hausbücherei gründete (ab 1959 Deutscher Bücherbund), arbeitete in ähnlicher Weise wie Bertelsmann. Beide Konzerne betrieben eine Politik der Übernahme kleinerer Buchgemeinschaften und ließen immer mehr den Wettbewerb und die qualitativen Unterschiede zwischen den Buchgemeinschaften und Buchklubs verschwinden. 
Die große Zeit der Buchgemeinschaften endete ab Ende der 1970er und während der 1980er Jahre, zum einen aufgrund der Konzentration (Bertelsmann übernahm am Ende die Buchgemeinschaften der Holtzbrinck-Gruppe) sowie infolge der Expansion von Buchhandlungen wie Hugendubel, die in ein neues Massengeschäft einstiegen und dadurch die Buchgemeinschaften durch größere Preis- und Angebotsfächerung und das Verschwinden von Abnahmeverpflichtungen überboten. Das neue Marketingkonzept war eher das des Kaufhauses, in dem sich der Kunde frei bewegt, in Bücher hineinlesen darf, sich innerhalb einer Masse anderer Kunden bewegt, zwischen denen er nicht auffällt, es sei denn, er sucht Beratung.
Die verbliebenen Buchgemeinschaften wie die Wissenschaftliche Buchgesellschaft Darmstadt und die Büchergilde Gutenberg stabilisierten sich mit Angeboten hoher Qualität, die über umfangreiche kommentierte Kataloge einen interessierten Kundenstamm erreichen. Ausweitungen des Geschäfts auf den Vertrieb von CDs und Möbeln (vorzugsweise Regale) kamen bei allen der Unternehmen als Ergänzungsgeschäft hinzu. Die Büchergilde Gutenberg machte sich zusätzlich einen Namen mit künstlerisch hochwertig gestalteten Büchern.
In der DDR bildete die 1965 bis 1990 erschienene Reihe buchclub 65 die einzige Buchgemeinschaft, die im Wesentlichen auf Produktionen der Verlage Aufbau-Verlag, Mitteldeutscher Verlag, Rütten & Loening, Verlag Volk und Welt / Kultur und Fortschritt sowie Verlag Neues Leben basierte. Dem gingen die Reihen Buch der Jugend, (1960–1964) und Buch des Monats voraus, die im Buchclub 65 weiterbestanden.

## Liste von Buchgemeinschaften

### Deutschland
(in zeitlicher Reihenfolge)
- Allgemeiner Verein für Deutsche Literatur, Berlin, Gründung 1873
- Deutscher Bücherbund, ab 1959; urspr. 1876 als Bibliothek der Unterhaltung und des Wissens, 1948 als Stuttgarter Hausbücherei. Übernahme durch Der Club Bertelsmann 1992.[2]
- Volksverband der Bücherfreunde, Berlin, Gründung 1919
- Büchergilde Gutenberg, Frankfurt am Main, Gründung 1924 in Leipzig
- Bonner Buchgemeinde bzw. Buchgemeinde Bonn, Bonn, Gründung 1924 (Abteilung des Borromäus-Verein e. V.)
- Der Bücherkreis, Berlin, Gründung 1924, Verbot 1933
- Deutsche Buch-Gemeinschaft, Darmstadt, Gründung 1924 in Berlin
- Universum Bücherei für alle, Berlin, Gründung 1926, Einstellung 1939
- Gilde freiheitlicher Bücherfreunde, Berlin, Gründung 1929, Auflösung 1933
- Wissenschaftliche Buchgesellschaft, Darmstadt, Gründung 1949 als Wissenschaftliche Buchgemeinschaft, Auflösung 2024
- Der Club Bertelsmann, Rheda-Wiedenbrück, Gründung 1950 als Bertelsmann Lesering, Auflösung 2015
- Fackel-Buchklub, Stuttgart, Gründung 1950
- Herder-Buchgemeinde, Freiburg, Gründung 1952

- buchclub 65, [Ost-]Berlin (DDR), Gründung 1965, Einstellung 1990
- siehe auch: Direct Group Bertelsmann, Gütersloh, Gründung 2000, Auflösung 2011

### Großbritannien
- Left Book Club, London, Gründung 1936, Auflösung 1948

### Italien
- Euroclub, Brescia (Italien), Gründung 1975 durch Mondolibri S.p.A.

### Österreich
- Buchgemeinschaft Donauland, Wien, Gründung 1950
- Buchklub der Jugend, Wien, Gründung 1948, gemeinnütziger Verein für Jugendliteratur

### Norwegen
- De norske Bokklubbene, Oslo, Gründung 1961

### Portugal
- Círculo de Leitores, Lissabon, Gründung 1971

### Schweiz
- Buchclub Ex-Libris, Zürich, Gründung 1947, heute nur noch Buch- und Medienhandel Ex-Libris

### Spanien
- Círculo de Lectores, Barcelona, Gründung 1962
- Cercle de Lectors, Barcelona (katalanische Division des spanischen Círculo de Lectores)